# Jacques Bonsergent (bến métro Paris)
Bản mẫu:Paris Metro/municcat
Jacques Bonsergent là một bến tàu điện ngầm của hệ thống Métro Paris. Đây là bến của tuyến 5.

## Lịch sử
Bến tàu khai trương ngày 17 tháng 12 năm 1906, mang tên Lancry và là điểm dừng cuối cùng về phía bắc của tuyến 5. Bến là điểm dừng cuối trong gần một năm, vào tháng 11 năm 1907, khi tuyến 5 mở rộng về Gare du Nord. Lancry là tên của gia đình chủ khu đất có con phố được mở gần bến tàu này vào năm 1777.
Ngày 10 tháng 2 năm 1946, bến được đổi tên là Jacques Bonsergent, mang tên quảng trường Jacques-Bonsergent gần đó. Đây là nơi giao nhau của các con phố Lucien-Sampaix, Lancry và Albert-Thomas, cùng với đại lộ Magenta nơi có các cửa vào của bến tàu. Một số bến tàu khác (Charles Michels, Guy Môquet, Marx Dormoy, Corentin Cariou) cũng được đổi tên sau Chiến tranh thế giới thứ hai để tưởng nhớ những người Pháp hi sinh trong kháng chiến.

### Jacques Bonsergent
Jacques Bonsergent là một kĩ sư của Trường kỹ nghệ, người dân Paris đầu tiên (và cũng có thể là người Pháp đầu tiên) bị quân Đức xử tử trong thời gian chiếm đóng vào năm 1940.
Ông sinh tại Malestroit vào năm 1912 và bị tòa án quân sự Đức kết án tử hình vào ngày 5 tháng 12 năm 1940. Ông bị kết tội có hành vi tấn công lính Đức trong đêm 10 tháng 11.
Việc thi hành án diễn ra ngày 23 tháng 12 năm 1940 tại rừng Vincennes. Thi hài của ông được chôn cất tại nghĩa trang Malestroit, Brittany.

## Sơ đồ bến tàu
| Mặt đường |

| B1 | Tầng trung chuyển |

| Sân ga tuyến 5 | Sân ga, cửa mở bên phải | Sân ga, cửa mở bên phải                        |
| Sân ga tuyến 5 | Hướng nam               | ← hướng Place d'Italie (Gare de l'Est)         |
| Sân ga tuyến 5 | Hướng bắc               | → hướng Bobigny – Pablo Picasso (République) → |
| Sân ga tuyến 5 | Sân ga, cửa mở bên phải |                                                |